# Asil Kaan Güler
Asil Kaan Güler (* 27. März 1994 in Turgutlu) ist ein türkischer Fußballtorwart.

## Karriere

### Verein
Güler wuchs in Turgutlu, eine Stadt der Provinz Manisa, auf und begann auch dort mit dem Fußballspielen beim Amateurklub Yedi Eylül İdmanyurdu. Im Jahr 2008 wechselte er in die Jugend von Denizlispor, wo er nach vier Jahren seinen ersten Profivertrag bekam.
Um Spielpraxis zu sammeln, wurde er für die Saison 2013/14 und 2014/15 an den Viertligisten Kızılcabölükspor ausgeliehen. Hier absolvierte er 62 Spiele und war in beiden Spielzeiten Stammtorwart.
Nach insgesamt 49 Spielen in der TFF 1. Lig verließ Güler Denizlispor nach insgesamt elf Jahren.

### Nationalmannschaft
Güler spielte 2010 und 2011 je einmal für die türkische U-16- und U-18-Fußballnationalmannschaft.